# Speed of Darkness
| Recensione | Giudizio |
| ---------- | -------- |
| AllMusic   |          |

Speed of Darkness è un album studio del gruppo musicale statunitense Flogging Molly, pubblicato nel 2011.

## Tracce
1. Speed of Darkness – 4:08
2. Revolution – 3:13
3. The Heart of the Sea – 3:42
4. Don't Shut 'Em Down – 3:40
5. The Power's Out – 4:38
6. So Sail On – 2:47
7. Saints & Sinners – 3:31
8. This Present State of Grace – 2:48
9. The Cradle of Humankind – 5:10
10. Oliver Boy (All of Our Boys) – 4:06
11. A Prayer for Me in Silence – 1:53
12. Rise Up – 3:33

## Formazione
Cast artistico
- Dave King - bodhrán, chitarra acustica, chitarra classica, chitarra elettrica, voce
- Bridget Regan - tin whistle, violino, cori
- Robert Schmidt - banjo a 5 corde, bouzouki, mandolino, cori
- Dennis Casey - chitarra a 12 corde, chitarra elettrica, cori
- Nathen Maxwell - basso, cori
- George Schwindt - batteria, percussioni
- Matthew Hensley - concertina, cori
- Joe Kwon - violoncello
- Ed Roth - pianoforte
- Rich Wiley - tromba

Cast tecnico
- Jordon Silva - ingegneria del suono
- Dave Collins - masterizzazione
- Ryan Hewitt - ingegneria del suono, missaggio, produzione
- Dino Misetic - design della copertina
- Dan Monick - fotografia
- Evan Hill - cori, assistente ingegnere
- Charles Godfrey - assistente ingegnere
- Jon Ashley - assistente ingegnere

## Classifiche
- Billboard 200 - 9[4]
- Independent Albums - 3[4]
- Alternative Songs - 4[4]